# Calendário UCI Feminino de 2022
O Calendário UCI Feminino de 2022 (oficialmente: Women Elite Ranking), também denominado Ranking UCI Feminino de 2022, começou a 6 de fevereiro na Espanha com a Volta CV Feminas e finalizou a 16 de outubro na França com a Chrono des Nations.

## Equipas, corridas e categorias
- Para a lista de equipas profissionais veja-se: Equipas

Nestas corridas podem participar praticamente todas as equipas. As únicas limitações situam-se em que as equipas amadoras não podem participar nas corridas do UCI WorldTour Feminino de 2022 (as de maior categoria) e as equipas mistas só podem participar nas corridas .2 (as de menor categoria).
Nos Campeonatos Continentais (CC) também podem puntuar todo o tipo de equipas e corredoras desse continente; e dependendo a legislação de sua federação continental também podem participar, sem poder puntuar, corredoras fora desse continente.

### Categorias
No seguinte quadro mostram-se as corridas mais destacadas com essa pontuação ordenado por países.
| Corrida                                                                   | Categoria |
| ------------------------------------------------------------------------- | --------- |
| Omloop Het Nieuwsblad-vrouwen elite / Circuit Het Nieuwsblad-Femmes Elite | 1.pro     |
| Nokere Koerse feminina                                                    | 1.pro     |
| Grande Prêmio Bruno Beghelli Feminino                                     | 1.pro     |
| Festival Luxemburguês de Ciclismo Feminino Elsy Jacobs                    | 2.pro     |
| Tour de Turingia feminino                                                 | 2.pro     |
| Giro d'Italia Feminino                                                    | 2.pro     |
| Volta à Comunidade Valenciana Feminina                                    | 1.1       |
| Setmana Ciclista Valenciana                                               | 2.1       |
| Grande Premeio Cidade de Eibar                                            | 1.1       |
| Clássica Navarra                                                          | 1.1       |
| Emakumeen Nafarroako Klasikoa                                             | 1.1       |
| BeNe Ladies Tour                                                          | 2.1       |
| Através de Flandres                                                       | 1.1       |
| Dwars door de Westhoek                                                    | 1.1       |
| Gooik-Geraardsbergen-Gooik                                                | 1.1       |
| Lotto Belgium Tour                                                        | 2.1       |
| SPAR Flanders Diamond Tour                                                | 1.1       |
| Spar-Omloop van het Hageland-Tielt-Winge                                  | 1.1       |
| Troféu Maarten Wynants                                                    | 1.1       |

| Corrida                                     | Categoria |
| ------------------------------------------- | --------- |
| Grand Prix Cycliste de Gatineau - RR        | 1.1       |
| Grand Prix Cycliste de Gatineau - ITT       | 1.1       |
| Winston Salem Cycling Classic               | 1.1       |
| Independence Cycling Classic                | 1.1       |
| La Classique Morbihan                       | 1.1       |
| Grande Prêmio de Plumelec-Morbihan Feminino | 1.1       |
| Chrono Champenois-Trophée Européen          | 1.1       |
| Chrono des Nations                          | 1.1       |
| Giro do Trentino Alto Adige-Südtirol        | 1.1       |
| Giro de Emília Feminino                     | 1.1       |
| EPZ Omloop van Borsele                      | 1.1       |
| Volta à Polónia Feminino                    | 2.1       |
| Tour de Yorkshire                           | 1.1       |
| 947 Cycle Challenge                         | 1.1       |
| Tour da Tailândia                           | 2.1       |

Depois ao igual que nos Circuitos Continentais da UCI, também pontuam os campeonatos nacionais de rota e contrarrelógio (CN) bem como o Campeonato Mundial (CM) desse ano.

## Calendário
- Para as corridas de máxima categoria veja-se: UCI WorldTour Feminino de 2022

As seguintes são as corridas que compuseram o calendário UCI Feminino de 2022.
| Calendário UCI Feminino de 2022 | Calendário UCI Feminino de 2022 | Calendário UCI Feminino de 2022                             | Calendário UCI Feminino de 2022 | Calendário UCI Feminino de 2022 |
| Data                            | País                            | Corrida                                                     | Vencedora                       |                                 |
| ------------------------------- | ------------------------------- | ----------------------------------------------------------- | ------------------------------- | ------------------------------- |
| 6 fev.                          | Turquia                         | Grand Prix Manavgat Side WE                                 | Alina Moiseeva                  |                                 |
| 6 fev.                          | Espanha                         | Volta à Comunidade Valenciana Feminina                      | Marta Bastianelli               |                                 |
| 17 – 20 fev.                    | Espanha                         | Semana Ciclista Valenciana                                  | Annemiek van Vleuten            |                                 |
| 19 fev.                         | Turquia                         | Grand Prix Velo Alanya WE                                   | Viktoria Yaroshenko             |                                 |
| 20 fev.                         | Turquia                         | Grand Prix Justiniano Hotels WE                             | Alina Moiseeva                  |                                 |
| 26 fev.                         | Bélgica                         | Omloop Het Nieuwsblad feminino                              | Annemiek van Vleuten            |                                 |
| 27 fev.                         | Bélgica                         | Omloop van het Hageland                                     | Marta Bastianelli               |                                 |
| 1 mar.                          | Bélgica                         | Le Samyn des Dames                                          | Emma Norsgaard                  |                                 |
| 3 – 5 mar.                      | Países Baixos                   | Bloeizone Fryslân Tour                                      | Ellen van Dijk                  |                                 |
| 5 mar.                          | Turquia                         | Grande Prêmio de Gazipaşa feminino                          | Olga Shekel                     |                                 |
| 6 mar.                          | Turquia                         | Grand Prix Mediterrennean WE                                | Yanina Kuskova                  |                                 |
| 6 mar.                          | Itália                          | Trofeo Oro in Euro                                          | Sofia Bertizzolo                |                                 |
| 9 mar.                          | Bélgica                         | GP Oetingen                                                 | Lorena Wiebes                   |                                 |
| 11 mar.                         | Países Baixos                   | Drentse Acht van Westerveld                                 | Christine Majerus               |                                 |
| 16 mar.                         | Bélgica                         | Nokere Koerse feminina                                      | Lorena Wiebes                   |                                 |
| 30 mar.                         | Bélgica                         | Através de Flandres feminina                                | Chiara Consonni                 |                                 |
| 6 abr.                          | Bélgica                         | Scheldeprijs vrouwen elite                                  | Lorena Wiebes                   |                                 |
| 8 – 10 abr.                     | Tailândia                       | Tour da Tailândia feminino                                  | Phetdarin Somrat                |                                 |
| 13 abr.                         | Bélgica                         | Flecha Brabanzona Feminina                                  | Demi Vollering                  |                                 |
| 17 abr.                         | França                          | Grand Prix de Chambéry                                      | Brodie Chapman                  |                                 |
| 18 abr.                         | Bélgica                         | Ronde de Mouscron                                           | Thalita de Jong                 |                                 |
| 23 abr.                         | Países Baixos                   | Omloop van Borsele                                          | Maaike Boogaard                 |                                 |
| 25 abr.                         | Itália                          | GP Liberazione women                                        | Silvia Persico                  |                                 |
| 27 abr. – 1 mai.                | Estados Unidos                  | Tour de Gila feminino                                       | Lauren De Crescenzo             |                                 |
| 28 abr. – 1 mai.                | Chéquia                         | Gracia-Orlová                                               | Agnieszka Skalniak-Sójka        |                                 |
| 29 abr. – 1 mai.                | Luxemburgo                      | Festival Luxemburguês de Ciclismo Feminino Elsy Jacobs      | Marta Bastianelli               |                                 |
| 30 abr.                         | Bélgica                         | Circuit de la vallée de la Lys                              | Femke Markus                    |                                 |
| 3 – 7 mai.                      | França                          | Tour de Bretagne féminin                                    | Vittoria Guazzini               |                                 |
| 3 – 5 mai.                      | Espanha                         | Vuelta Ciclista Andalucia (women)                           | Arlenis Sierra                  |                                 |
| 7 mai.                          | Bélgica                         | Grote Prijs Eco-Struct                                      | Charlotte Kool                  |                                 |
| 8 mai.                          | Espanha                         | Gran Premio Ciudad de Eibar                                 | Olivia Baril                    |                                 |
| 10 mai.                         | Espanha                         | Emakumeen Nafarroako Klasikoa                               | Sarah Gigante                   |                                 |
| 11 mai.                         | Espanha                         | Clasica Femenina Navarra                                    | Veronica Ewers                  |                                 |
| 13 mai.                         | França                          | La Classique Morbihan                                       | Antri Christoforou              |                                 |
| 14 mai.                         | Países Baixos                   | Omloop der Kempen Ladies                                    | Rachele Barbieri                |                                 |
| 14 mai.                         | França                          | Grand Prix du Morbihan Féminin                              | Ally Wollaston                  |                                 |
| 17 mai.                         | Espanha                         | Durango-Durango Emakumeen Saria                             | Pauliena Rooijakkers            |                                 |
| 19 – 22 mai.                    | Estados Unidos                  | Joe Martin Stage Race Women                                 | Emma Langley                    |                                 |
| 20 mai.                         | Países Baixos                   | Veenendaal Veenendaal Classic Feminina                      | Gladys Verhulst                 |                                 |
| 21 mai.                         | Turquia                         | Grand Prix Kayseri                                          | cancelado                       |                                 |
| 24 – 29 mai.                    | Alemanha                        | Volta a Turíngia feminino                                   | Alexandra Manly                 |                                 |
| 28 mai.                         | Ucrânia                         | Kyiv Cup Women                                              | cancelado                       |                                 |
| 28 mai.                         | Turquia                         | Grand prix Erciyes                                          | cancelado                       |                                 |
| 28 mai.                         | Estónia                         | Ladies Tour of Estonia                                      | Agnieszka Skalniak-Sójka        |                                 |
| 29 mai.                         | Ucrânia                         | Kyiv Green Race                                             | cancelado                       |                                 |
| 4 – 5 jun.                      | Sérvia                          | Belgrade GP Woman Tour                                      | cancelado                       |                                 |
| 4 jun.                          | Países Baixos                   | Omloop van de IJsseldelta                                   | cancelado                       |                                 |
| 4 jun.                          | Turquia                         | Grand Prix Velo Erciyes WE                                  | cancelado                       |                                 |
| 5 jun.                          | França                          | Alpes Gresivaudan Classic                                   | Évita Muzic                     |                                 |
| 5 jun.                          | Itália                          | Memorial Monica Bandini                                     | Silvia Persico                  |                                 |
| 5 jun.                          | Bélgica                         | Dwars door de Westhoek                                      | Chiara Consonni                 |                                 |
| 6 jun.                          | Bélgica                         | Grand Prix Mazda Schelkens                                  | Danique Braam                   |                                 |
| 8 – 12 jun.                     | Guatemala                       | Vuelta Femenina a Guatemala                                 | cancelado                       |                                 |
| 12 jun.                         | Bélgica                         | Diamond Tour                                                | Chiara Consonni                 |                                 |
| 14 jun.                         | França                          | Mont Ventoux Elevation Challenges (women)                   | Marta Cavalli                   |                                 |
| 18 – 21 jun.                    | Suíça                           | Volta à Suíça Feminina                                      | Lucinda Brand                   |                                 |
| 28 jun. – 1 jul.                | Bélgica                         | Tour da Bélgica feminino                                    | Agnieszka Skalniak-Sójka        |                                 |
| 30 jun. – 3 jul.                | Chéquia                         | Tour de Feminin - O cenu Ceskeho Svycarska                  | cancelado                       |                                 |
| 8 jul.                          | Estados Unidos                  | Chrono Kristin Armstrong (women)                            | cancelado                       |                                 |
| 10 jul.                         | Bélgica                         | 2-Districtenpijl women                                      | Daria Pikulik                   |                                 |
| 13 – 17 jul.                    | Países Baixos                   | BeNe Ladies Tour                                            | Ellen van Dijk                  |                                 |
| 14 – 17 jul.                    | Costa Rica                      | Vuelta Femenina Internacional a Costa Rica                  | Carolina Vargas                 |                                 |
| 23 jul.                         | Eslováquia                      | Ladies Race Slovakia                                        | Ricarda Bauernfeind             |                                 |
| 24 jul.                         | Hungria                         | Visegrad 4 Ladies Series - Hungary                          | Silvia Zanardi                  |                                 |
| 29 – 31 jul.                    | Polónia                         | Princess Anna Vasa Tour                                     | Agnieszka Skalniak-Sójka        |                                 |
| 31 jul.                         | Suíça                           | Coupe d'Europe des Grimpeurs                                | cancelado                       |                                 |
| 2 – 4 ago.                      | Suécia                          | Tour of Uppsala                                             | Nathalie Eklund                 |                                 |
| 5 – 7 ago.                      | França                          | Tour Féminin International des Pyrénées                     | Kristabel Doebel-Hickok         |                                 |
| 9 – 14 ago.                     | Colômbia                        | Volta à Colômbia Feminina                                   | Diana Peñuela                   |                                 |
| 13 ago.                         | França                          | La Périgord Ladies                                          | Grace Brown                     |                                 |
| 14 ago.                         | França                          | La Picto-Charentaise                                        | Marie Le Net                    |                                 |
| 15 ago.                         | Bélgica                         | GP Yvonne Reynders                                          | cancelado                       |                                 |
| 19 ago.                         | Bélgica                         | Konvert Kortrijk Koerse                                     | Julie de Wilde                  |                                 |
| 21 ago.                         | Bélgica                         | MerXem Classic                                              | Eleonora Gasparrini             |                                 |
| 25 ago.                         | França                          | Kreiz Breizh Elites feminina                                | Emma Norsgaard                  |                                 |
| 25 – 28 ago.                    | Itália                          | Giro della Toscana Int. Femminile - Memorial Michela Fanini | Agnieszka Skalniak-Sójka        |                                 |
| 28 ago.                         | França                          | La Route des Géantes                                        | cancelado                       |                                 |
| 4 set.                          | Bélgica                         | Grand Prix Beerens                                          | Marjolein van 't Geloof         |                                 |
| 6 – 12 set.                     | França                          | Tour Cycliste Féminin International de l'Ardèche            | Antonia Niedermaier             |                                 |
| 10 set.                         | França                          | À travers les Hauts-de-France                               | Mischa Bredewold                |                                 |
| 11 set.                         | França                          | Grand Prix de Fourmies féminin                              | Clara Copponi                   |                                 |
| 14 set.                         | Bélgica                         | Saint-Feuillien Grand Prix de Wallonie                      | Julie de Wilde                  |                                 |
| 16 – 17 set.                    | Bélgica                         | Tour de la Semois                                           | Maria Giulia Confalonieri       |                                 |
| 18 set.                         | França                          | Grande Prêmio de Isbergues Feminino                         | Chiara Consonni                 |                                 |
| 1 out.                          | Itália                          | Giro de Emília Feminino                                     | Elisa Longo Borghini            |                                 |
| 4 – 8 out.                      | Síria                           | International Syrian Tour Women                             | cancelado                       |                                 |
| 4 out.                          | Itália                          | Tre Valli Varesine Women's Race                             | Elisa Longo Borghini            |                                 |
| 4 out.                          | Bélgica                         | Binche-Chimay-Binche féminin                                | Lorena Wiebes                   |                                 |
| 10 – 11 out.                    | China                           | Tour du Wenzhou féminin                                     | cancelado                       |                                 |
| 16 out.                         | França                          | Chrono des Nations feminina                                 | Ellen van Dijk                  |                                 |

## Classificações finais (UCI World Ranking Feminino)
- - Não existe uma classificação exclusiva deste calendário. No Ranking UCI Feminino incluem-se as 23 corridas do UCI WorldTour Feminino de 2022. Esta classificação baseia-se nos resultados das últimas 52 semanas de acordo com o sistema "rolling", mesmo sistema que o Ranking ATP e Ranking WTA de tênis .

Estas são as classificações finais:

### Individual
| Posição | Corredora            | Equipa         | Pontos  |
| ------- | -------------------- | -------------- | ------- |
| 1.ª     | Annemiek van Vleuten | Movistar       | 4683    |
| 2.ª     | Lorena Wiebes        | DSM            | 3830    |
| 3.ª     | Elisa Longo Borghini | Trek-Segafredo | 3283,66 |
| 4.ª     | Lotte Kopecky        | SD Worx        | 3169,17 |
| 5.ª     | Demi Vollering       | SD Worx        | 3166,17 |

### Classificação por equipas
Esta classificação calculava-se somando os pontos das cinco melhores corredoras da cada equipa. As equipas com o mesmo número de pontos classificavam-se de acordo a seu corredora melhor classificada.
| Posição | Equipa               | Pontos    |
| ------- | -------------------- | --------- |
| 1.º     | SD Worx              | 11 629,01 |
| 2.º     | Trek-Segafredo       | 11 277,65 |
| 3.º     | DSM                  | 10 671,33 |
| 4.º     | FDJ-SUEZ-Futuroscope | 9838,33   |
| 5.º     | Movistar             | 9378,98   |

### Países
A classificação por países calculava-se somando os pontos das cinco melhores corredoras da cada país. Os países com o mesmo número de pontos classificavam-se de acordo a seu corredora melhor classificado.
| Posição | País          | Pontos    |
| ------- | ------------- | --------- |
| 1.º     | Países Baixos | 14 447,84 |
| 2.º     | Itália        | 12 551,99 |
| 3.º     | França        | 5507,33   |
| 4.º     | Bélgica       | 5247,17   |
| 5.º     | Austrália     | 4830,01   |